# Chelonoidis
Chelonoidis là một chi rùa trong họ Rùa cạn (Testudinidae). Các loài trong chi này được tìm thấy tại Nam Mỹ và quần đảo Galápagos. Trước đây chúng được xếp vào chi Geochelone, nhưng phân tích di truyền so sánh gần đây đã chứng minh rằng trên thực tế chúng là các họ hàng gần gũi nhất của các loài rùa khớp nối sinh sống ở châu Phi. Các tổ tiên của chúng dường như đã vượt qua Đại Tây Dương trong thời gian thuộc thế Oligocen. Công cuộc vượt biển này là có thể nhờ khả năng bơi với đầu ngẩng cao cũng như nhờ khả năng nhịn ăn uống tới 6 tháng của chúng.
Các thành viên của chi này trên quần đảo Galápagos là những loài rùa cạn còn sinh tồn to lớn nhất. Các thành viên to lớn của chi cũng từng sinh sống trên lục địa Nam Mỹ trong thế Pleistocen.

## Các loài
Các loài sắp xếp theo trật tự ABC.
- Chelonoidis carbonaria – Rùa chân đỏ
- Chelonoidis chilensis – Rùa Argentina
- Chelonoidis denticulata – Rùa khổng lồ Brasil
- Chelonoidis nigra – Rùa Galápagos
- Chelonoidis petersi – Rùa Chaco